# Музей Гибли
 Музей Гибли  (яп. 三鷹の森ジブリ美術館 Митака но мори Дзибури бидзюцукан) — музей, посвящённый аниме производства Studio Ghibli. Расположен в западной части парка Инокасира, на территории города Митака в западной части префектуры Токио, Япония.

## История
Официальное открытие музея состоялось 1 октября 2001 года. Хаяо Миядзаки сам создавал дизайн музея, рисуя наброски, похожие на те, которые он делал для своих фильмов. В частности, в буклет, который посетитель получает при входе, включён рисунок-карта, который аниматор сделал в июле 1999 года. По утверждению Миядзаки, это «музей, в котором отдыхает душа. Музей, который надо исследовать». Целью Миядзаки было сделать само здание музея частью экспозиции. При создании музея аниматор вдохновлялся европейской архитектурой.
С 2020 года, из-за пандемии COVID-19, число посетителей резко упало до 86 000 человек, и музей периодически закрывался. В первой половине 2022 финансового года, когда Япония начала снимать ограничения на въезд, учреждение посещало в среднем 1700 человек в день. Причиной медленного восстановления являлось отсутствие заграничных туристов, потому что билеты для них не продавались. Чтобы компенсировать снижение доходов, музей был вынужден изъять 350 миллионов иен (2,56 миллиона долларов) из резервных фондов, что составляло почти половину бюджета. Экспонаты дорого обходятся в эксплуатации и обслуживании. Более того, открытое в 2001 году здание потребует масштабной реконструкции. Руководство Митаки собирает пожертвования, но если в 2021 году из зарубежных стран и Японии было прислано 50 миллионов иен, то в 2022 году — всего 4,5 миллиона; это явно меньше необходимой суммы в 20 миллионов иен. Учитывая популярность парка Гибли, «люди могут подумать, что музей тоже преуспевает», — сказал городской чиновник.

## Особенности посещения
Музей — очень популярная достопримечательность, поэтому покупка билетов в него может быть затруднительной. Билеты приобретаются только заранее. При входе в музей сооружена бутафорская билетная касса. Из неё на посетителей молчаливо взирает Тоторо, но ничего не продаёт, несмотря на табличку «Открыто».

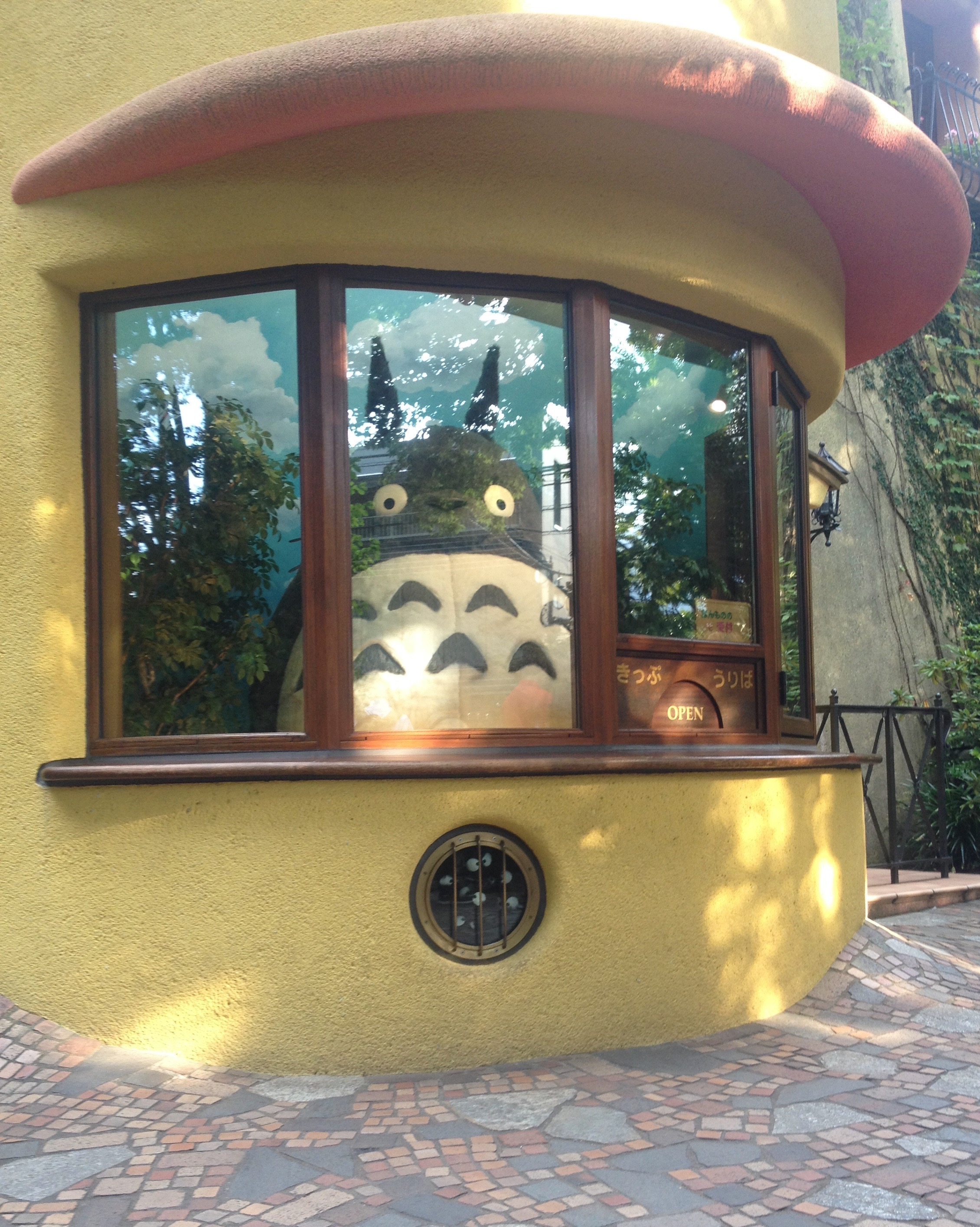
Тоторо в билетной кассе

Билеты продаются только в сертифицированных билетных киосках в Токио, а также в некоторых туристических агентствах в США, Южной Корее, в странах Европы и т. д. Для туристов, которые собираются посетить Японию, осуществляется продажа билетов онлайн. Возможность открывается каждый месяц 10-го числа на даты следующего месяца в 10:00 по Токио (JST, UTC +9). Купить таким образом билеты, находясь на территории Японии и имея местную банковскую карту, практически невозможно. Популярность музея настолько высока, что все билеты раскупаются в течение часа. Билеты также можно приобрести у местных «перекупщиков», как официальных, так и нет. В таком случае цена билета может быть завышена в десять раз притом, что стандартная цена билета невысокая:
- ¥1000 — для посетителей старше 19 лет
- ¥700 — для посетителей возраста 13 — 18 лет;
- ¥400 — для посетителей возраста 7 — 12 лет;
- ¥100 — для посетителей возраста 4 — 6 лет;
- бесплатно — дети младше 4 лет.

Само здание Музея Гибли является экспонатом: интерьер состоит из необычных деталей вроде внутреннего моста, старинного лифта или тайных проходов между залами. Декоративные детали — окна, витражи, роспись стен, дверные ручки и прочее, сделаны в виде отсылок к фильмам киностудии.
По правилам посещения, внутри музея запрещено фотографировать. Свободно фотографировать можно только за пределами стен (во внутреннем дворике, на крыше, в зоне летней веранды кафе «Соломенная шляпа»). Цель такого запрета — создать уникальный опыт каждого посещения. Карта-буклет, которую получает каждый посетитель на входе, призывает:

Буклет с картой и правилами музея, который выдаётся посетителю на входе. Буклет двуязычный, на английском и японском языках

Давайте заблудимся вместе. За порогом вас ждёт мир чудес. Внутри здания-лабиринта нет определенного маршрута. Чувствуйте себя свободно и открывайте удивительные и красивые вещи, спрятанные внутри.

## Экспонаты

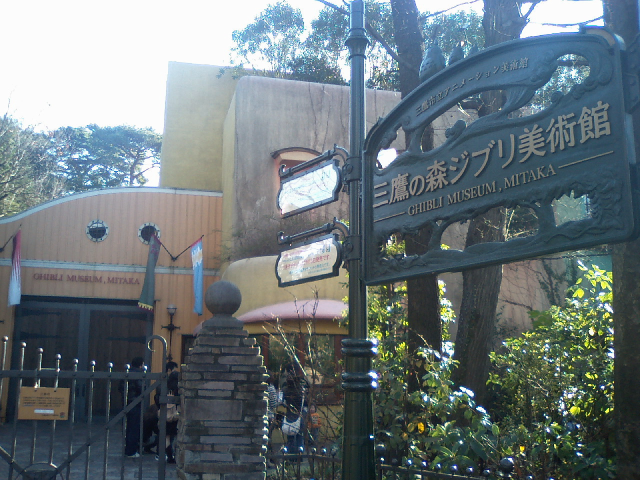
Вход в музей

### Постоянная экспозиция — «Где рождается фильм»
На нижнем этаже музея находится выставочный зал, рассказывающий об истории анимации. На первом этаже находится макет анимационной студии с эскизами и справочными материалами. В постоянной экспозиции показан процесс создания анимационного фильма. Также одним из экспонатов является копия кабинета Хаяо Миядзаки. После выставки 2003 года, посвящённой работам Юрия Норштейна, часть экспонатов также вошла в постоянную экспозицию.

### Читальный зал «Три ястреба»
Комната, в которой собраны альбомы по искусству, иллюстрированные издания по истории анимации, манга, в частности, за авторством самого Хаяо Миядзаки, издания, связанные со студией «Гибли». Часть книг повторяют те, что находятся в личной библиотеке Хаяо Миядзаки. Все книги в данной комнате доступны для свободного пользования. Название «Три ястреба» — это дословный перевод названия города Митака.

### Зал «Движение начинается»
Среди экспонатов представлены исторические устройства для создания анимированного изображения, такие, как фенакистископ и стробоскоп. Последний представлен в виде масштабной карусели-аттракциона. На ней расположены миниатюрные куклы персонажей из фильма «Мой сосед Тоторо», изображающие разные стадии движения. Аттракцион включается с заданной периодичностью. Благодаря пульсации света создается эффект непрерывного движения, без визуального дробления на отдельные фазы. Куклы буквально оживают.

### Специальные выставки
В дополнении экспозиции, ориентированной на анимацию Studio Ghibli, в музее представлены выставки и других анимационных студий.
| Дата проведения | Выставки                                                                                      |
| --------------- | --------------------------------------------------------------------------------------------- |
| 2010—2011       | Ghibli Forest Movies — Добро пожаловать в театр Сатурн                                        |
| 2009—2010       | «Рыбка Поньо на утёсе»                                                                        |
| 2008—2009       | Лувр                                                                                          |
| 2007—2008       | Goldilocks and The Three Bears (яп. 3びきのくま Сан бики но кума) «Панда большая и маленькая» |
| 2006—2007       | Aardman Animations, в первую очередь по персонажам «Уоллес и Громит».                         |
| 2005—2006       | Heidi, Girl of the Alps                                                                       |
| 2004—2005       | Pixar Animation Studios                                                                       |
| 2003—2004       | Работы российского аниматора Юрия Норштейна                                                   |
| 2002—2004       | «Небесный замок Лапута» и Imaginary Flying Machines                                           |
| 2001—2002       | «Унесённые призраками»                                                                        |

### Кинотеатр «Сатурн»

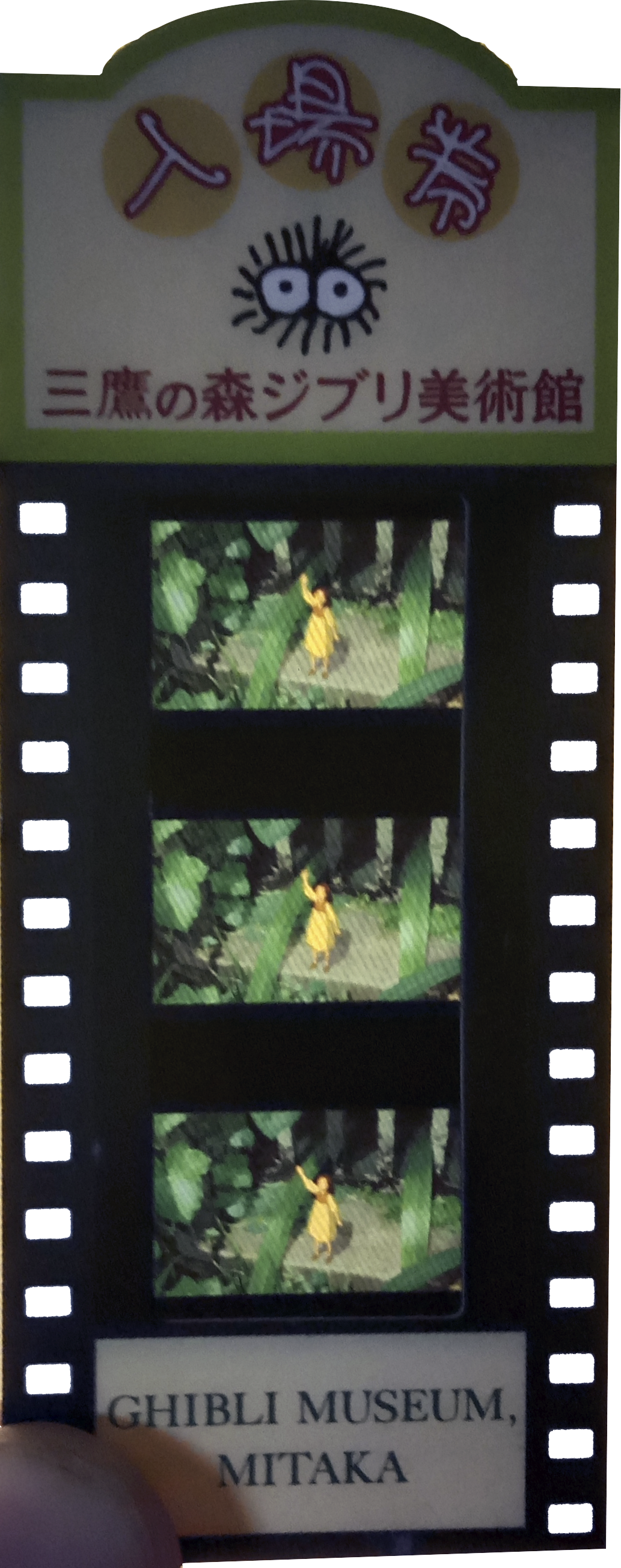
Билет в кинозал при музее. Стилизован под кусочек киноплёнки, с кадрами из фильмов студии, в данном случае «Ариэтти из страны лилипутов»

При музее существует кинотеатральный зал «Сатурн», декорированный под старинный кинотеатр. Зрителей собирают в фойе, где девушки-кассиры проверяют наличие билета. В зале установлена будка киномеханика со стеклянным стенами: внутри развешены бобины с киноплёнкой, а также установлен бутафорский кинопроектор в ретро-стиле (современный проектор установлен внутри него). Короткометражные фильмы, которые показывают в «Сатурне», нарисованы исключительно для демонстрации в данном кинотеатре. Увидеть их вне кинотеатра можно в исключительных случаях, например на международных кинофестивалях. Хотя существуют пиратские видеосъемки, в частности самого популярного — «Мэй и Котобус». Расписание сеансов следующее: каждый день — один определенный фильм. То есть нельзя, оказавшись в музее, за один день посмотреть несколько разных работ.
| Год выхода | Оригинальное название                          | Перевод                                 | Режиссёр        | Краткое содержание |
| ---------- | ---------------------------------------------- | --------------------------------------- | --------------- | --- |
| 2002       | яп. コロの大さんぽ (Коро но дай сампо)         | Больша прогулка Коро                    | Хаяо Миядзаки   | Щенок Коро потерялся. Прежде чем вернуться домой, он проведёт целый день на улице. |
| 2006       | яп. 水グモもんもん (Мидзугумо Мон-мон)         | Водяной паук Мон-мон                    | Хаяо Миядзаки   | В пруду жил водяной паук по имени Мон-мон. Паучок мечтал свободно плавать, не боясь врагов, но это очень опасно, и он предпочел прятаться в водорослях. Однажды, собирая воздушные пузырьки для своего нового дома, он встретил красавицу-водомерку. |
| 2003       | яп. めいとこねこバス (Мэй то конэкобасу)       | Мэй и Котобусёнок                       | Хаяо Миядзаки   | Мэй и котобус летят в лес с другими котами-автобусами. Там они встречают Тоторо и других лесных духов, направляющихся к гигантскому котолёту. |
| 2006       | яп. 星をかった日 (Хоси во катта хи)            | День, когда я вырастил (пожинал) звезду | Хаяо Миядзаки   | Мальчик Нона получил загадочное семя звезды. Вернувшись домой, он посадил семечко в горшок. Но вместо растения выросла целая планета. |
| 2001       | яп. くじらとり (Кудзиратори)                   | Охота на кита                           | Хаяо Миядзаки   | Школьники играют в морское путешествие. Вдруг игра стала явью. Некоторые захотели устроить охоту на китов, другие хотели просто сфотографировать их, а третьи перепугались и захотели домой. |
| 2006       | яп. やどさがし (Ядосагаси)                     | В поисках дома                          | Хаяо Миядзаки   | Девочка Фуки решила найти себе новый дом далеко от города. Собрав всё необходимое в огромный рюкзак, она отправляется в путь, прочь от городской суеты. В лесу, пытаясь укрыться от дождя, она набредает на заброшенную избушку, в которой живут одни только жучки да паучки. Нежданная гостья учинила большой переполох среди обитателей дома, да и сама она сильно перепугалась, повстречав столько загадочных насекомых. |
| 2010       | яп. ちゅうずもう (Тю: дзумо:)                  | Хвост борца сумо                        | Акихита Ямасито | Экранизация традиционной японской сказки о мышах-сумоистах. |
| 2010       | яп. パン種とタマゴ姫 (Пан данэ то Тамаго химэ) | Господин Тесто и принцесса Яичко        | Хаяо Миядзаки   | Принцесса Яйцо, будучи в слугах у ведьмы Бабы Яги, подружилась с ожившим от заклинания волшебницы Тестом. Вместе они решают бежать. |
| 2011       | яп. たからさがし (Такарасагаси)                | В поисках сокровищ                      | Инамура Такеси  | |
| 2018       | яп. 毛虫のボロ, (Кэмуси но Боро)               | Боро — гусеница                         | Хаяо Миядзаки   | История о том, как мохнатая гусеница перебирается с одного дерева на соседнее. Большие приключения в крошечном мире. |

## Другие особенности
Музей включает в себя книжный и сувенирный магазины — Mamma Aiuto (названный по банде воздушных пиратов из аниме «Порко Россо») и кафе «Соломенная шляпа», оформленное отсылками к аниме «Ходячий замок». В игровую комнату в виде полноразмерного Котобуса, внутри которого насыпано множество мягких игрушек-чернушек, допускаются дети не старше 12 лет. На крыше музея находится сад со статуей робота из аниме «Небесный замок Лапута».

## Галерея

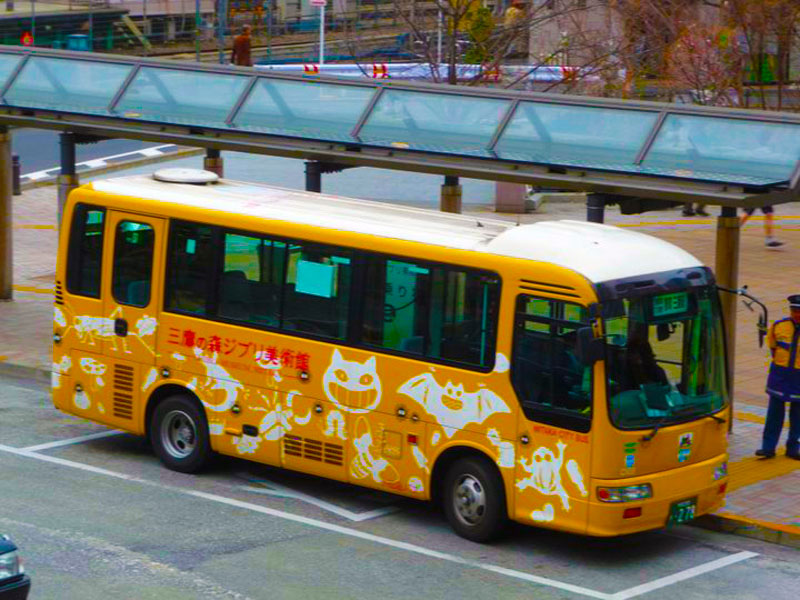
Городской автобус, на котором можно добраться до музея от железнодорожной станции, украшен изображениями из титров фильма «Мой сосед Тоторо»
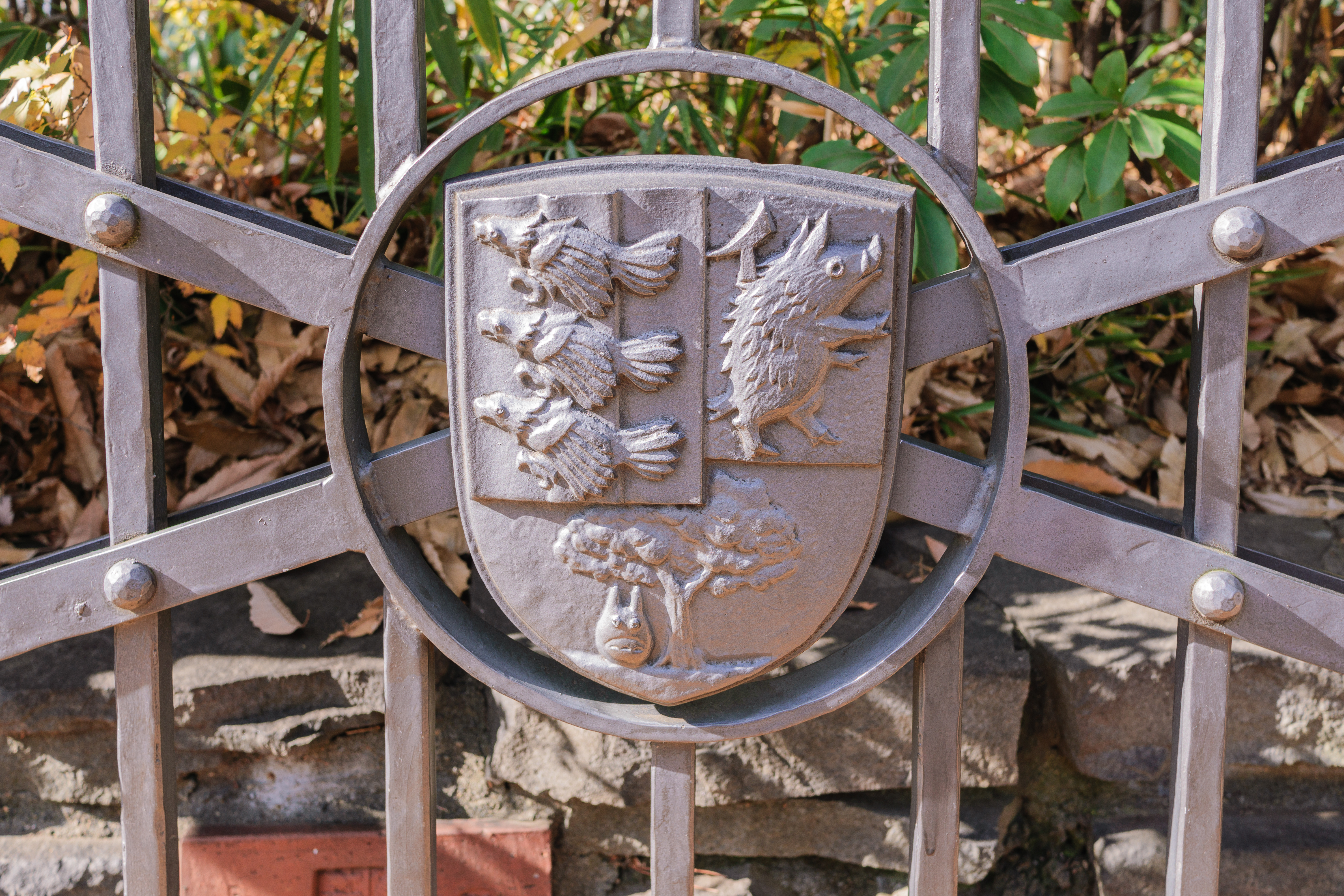
Герб музея, используется в оформлении забора вокруг территории. Также клеймо с гербом можно обнаружить на некоторых кирпичах в кладке здания.
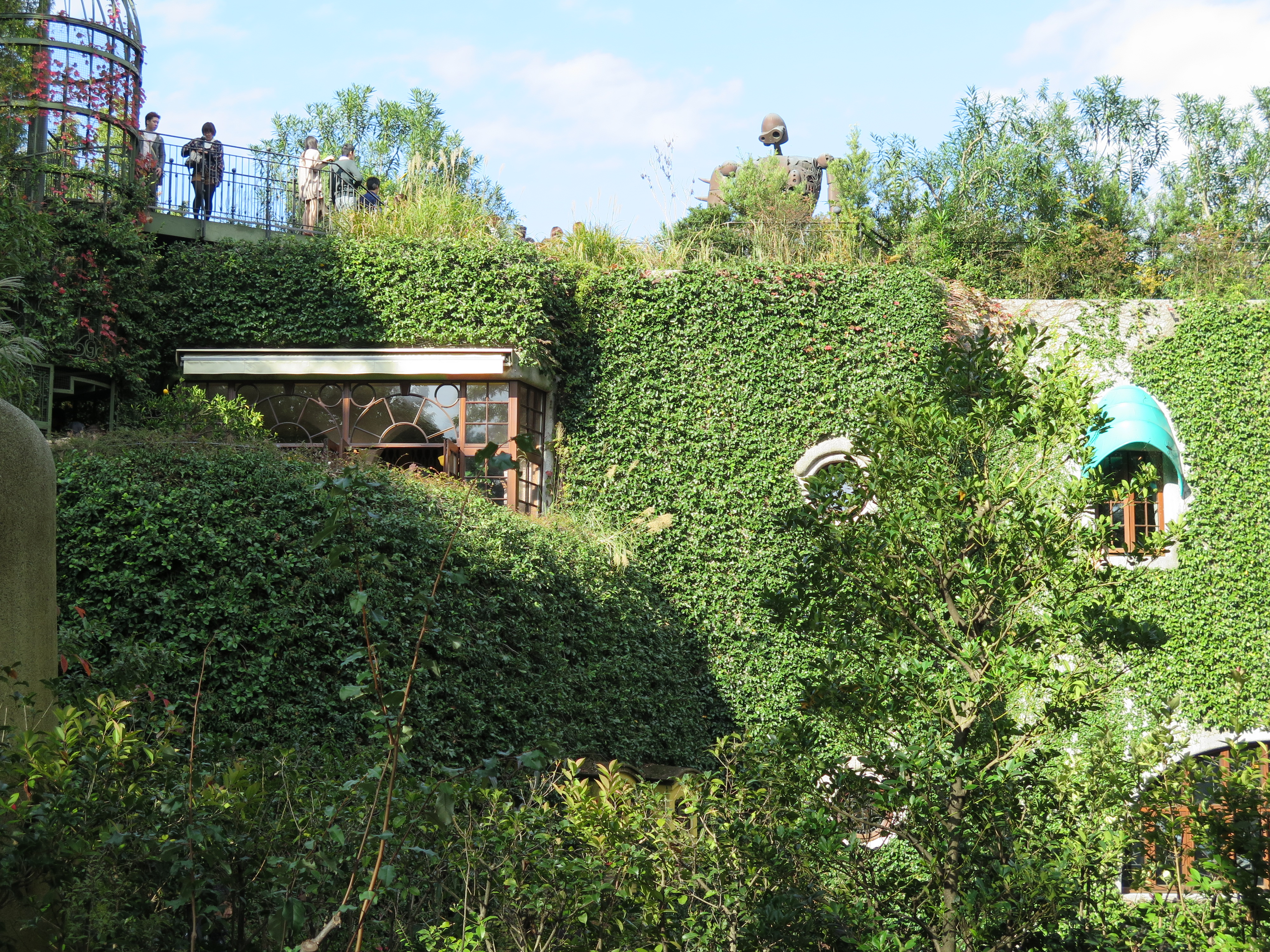
Внешняя стена музея, видна статуя Робота, установленная на крыше
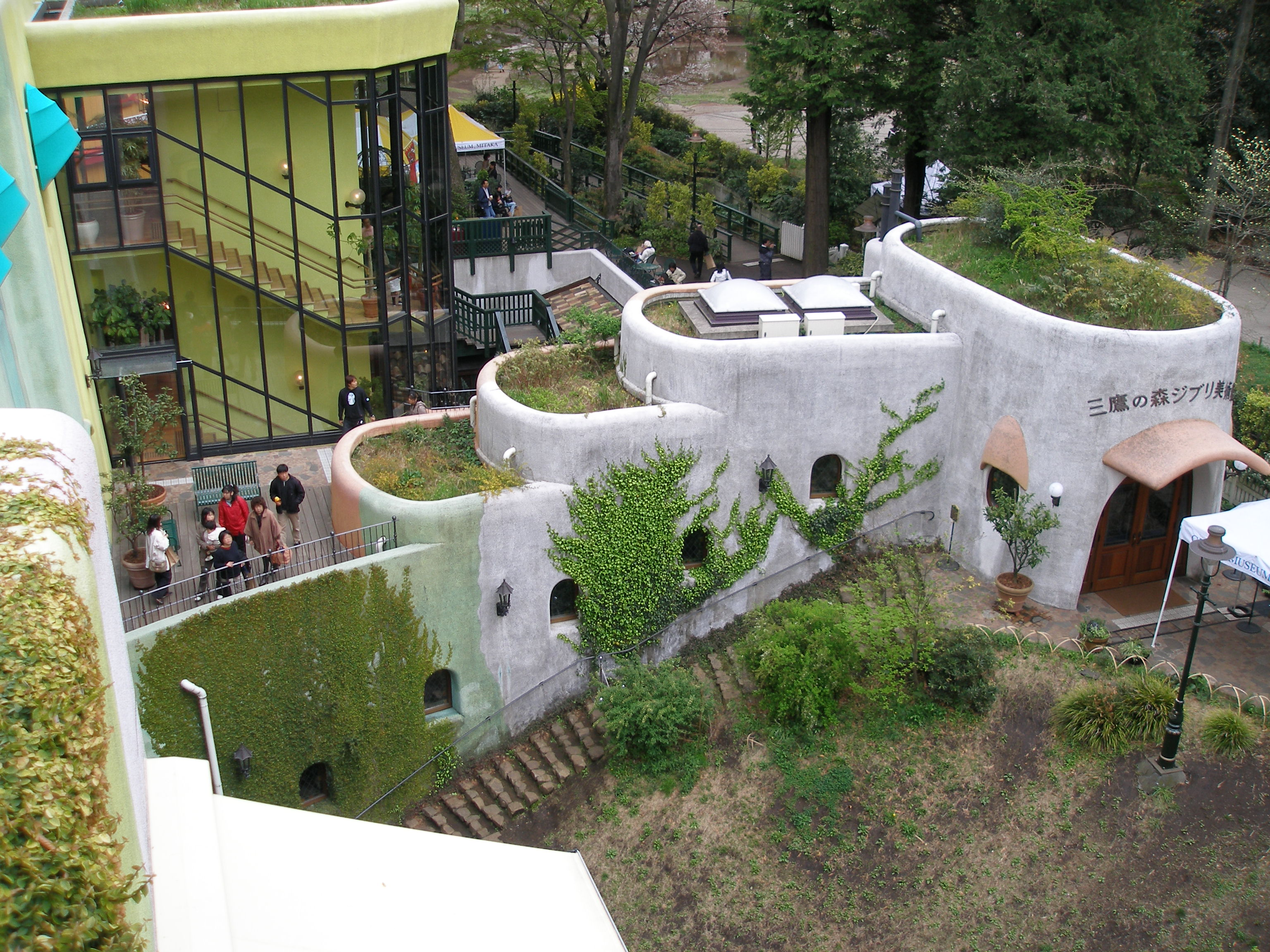
Вид на входную группу в музей, а также застеклённый переход к уличной зоне и к кафе «Соломенная шляпа»
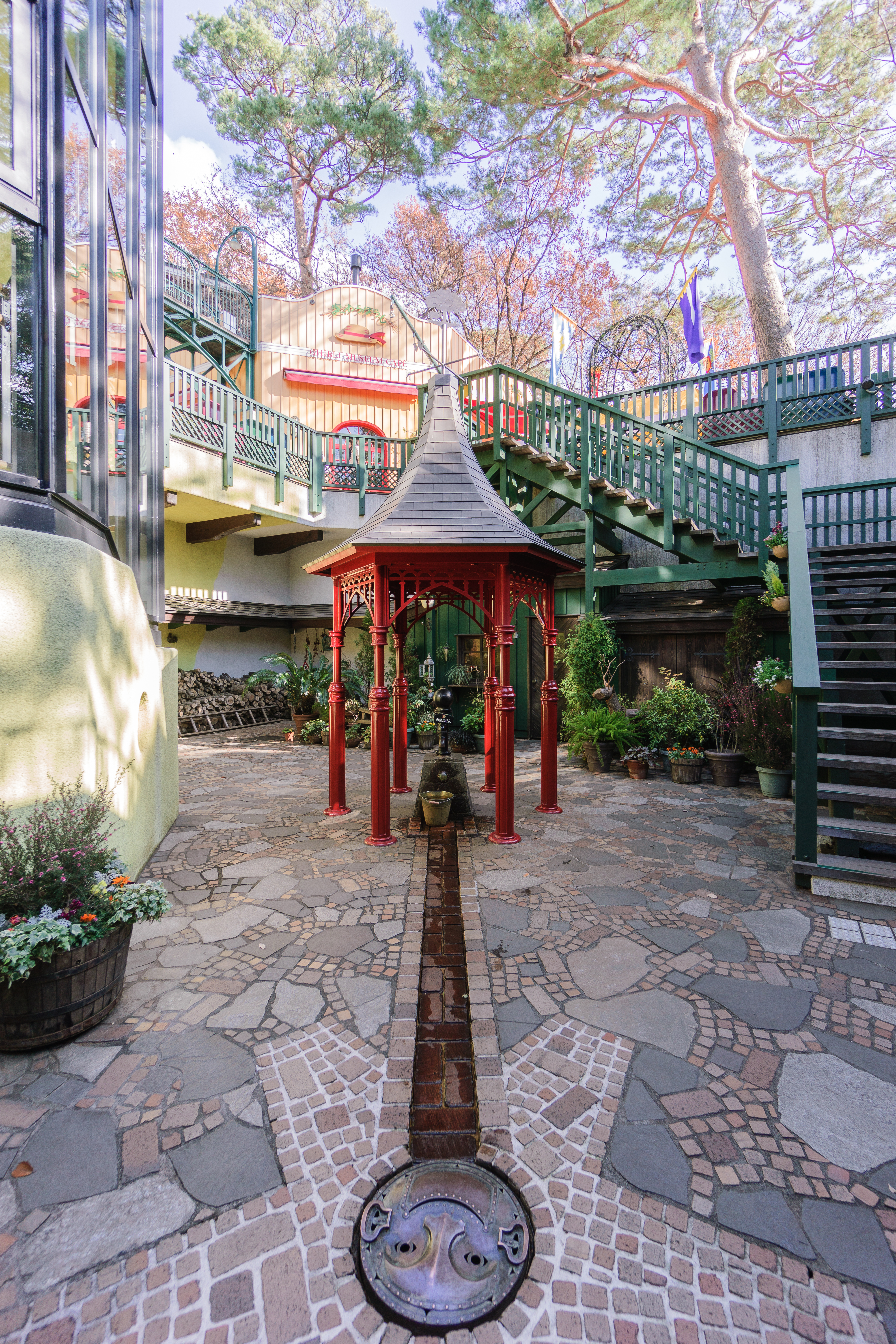
Водокачка во внутреннем дворике музея